# Rotterdam Ahoy
Rotterdam Ahoy (również Ahoy lub Ahoy Rotterdam) – centrum kongresowe i hala widowiskowo-sportowa w Rotterdamie w Holandii. Otwarty w 1950 roku kompleks składa się z trzech głównych obiektów: hali targowo-widowiskowej, centrum kongresowego, hali RTM Stage oraz, często ujednoznacznianej z całym kompleksem Ahoy Areny – hali widowiskowo-sportowej o pojemności 16 426.

## Historia

### Pierwsza hala wystawiennicza
Rotterdam Ahoy ma historię sięgającą 1950 roku. Po zniszczeniu miasta podczas II wojny światowej w 1950 roku ukończono inicjatywę odbudowy portu. Z tego powodu odbyła się wystawa Rotterdam Ahoy!. Wystawa zorganizowana została w jednej sali, która została zbudowana na tę okazję i znajdowała się w miejscu dzisiejszego Centrum Medycznego Erasmus w Rotterdamie. Hala nosiła nazwę Ahoy'-Hal. Podczas powodzi w Holandii w 1953 hala służyła również jako schronienie dla osób potrzebujących. Była wykorzystywana zarówno do wydarzeń ogólnokrajowych, jak i międzynarodowych do 1966 roku, kiedy to zdecydowano ją zburzyć. Po 1966 znaleziono tymczasowe zakwaterowanie w Hofdijk/Pompenburg w centrum Rotterdamu, na terenie dawnego lotniska helikopterów.

### Obecny kompleks Ahoy

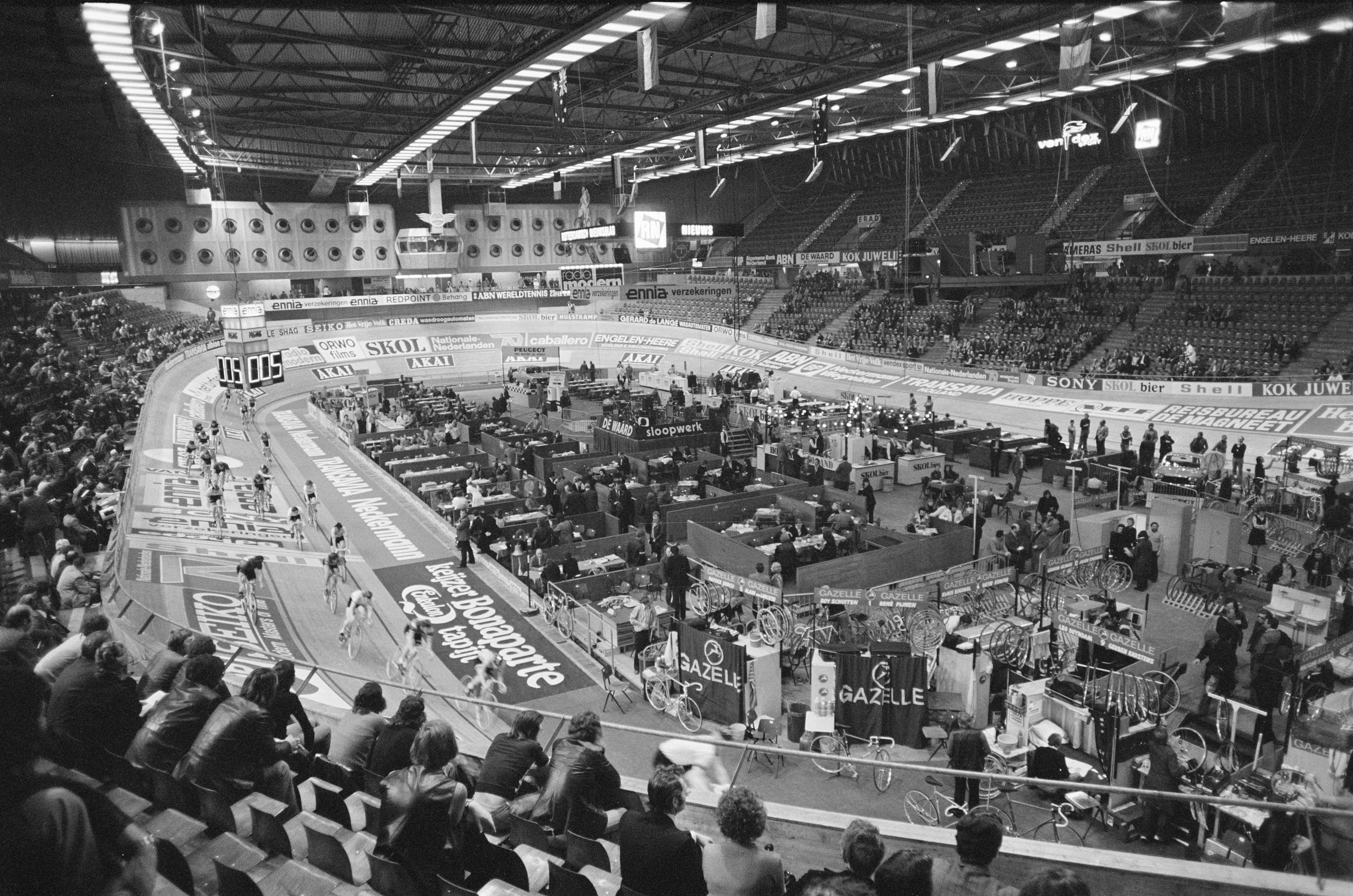
Ahoy Arena (Sportpaleis) podczas Six Days of Rotterdam

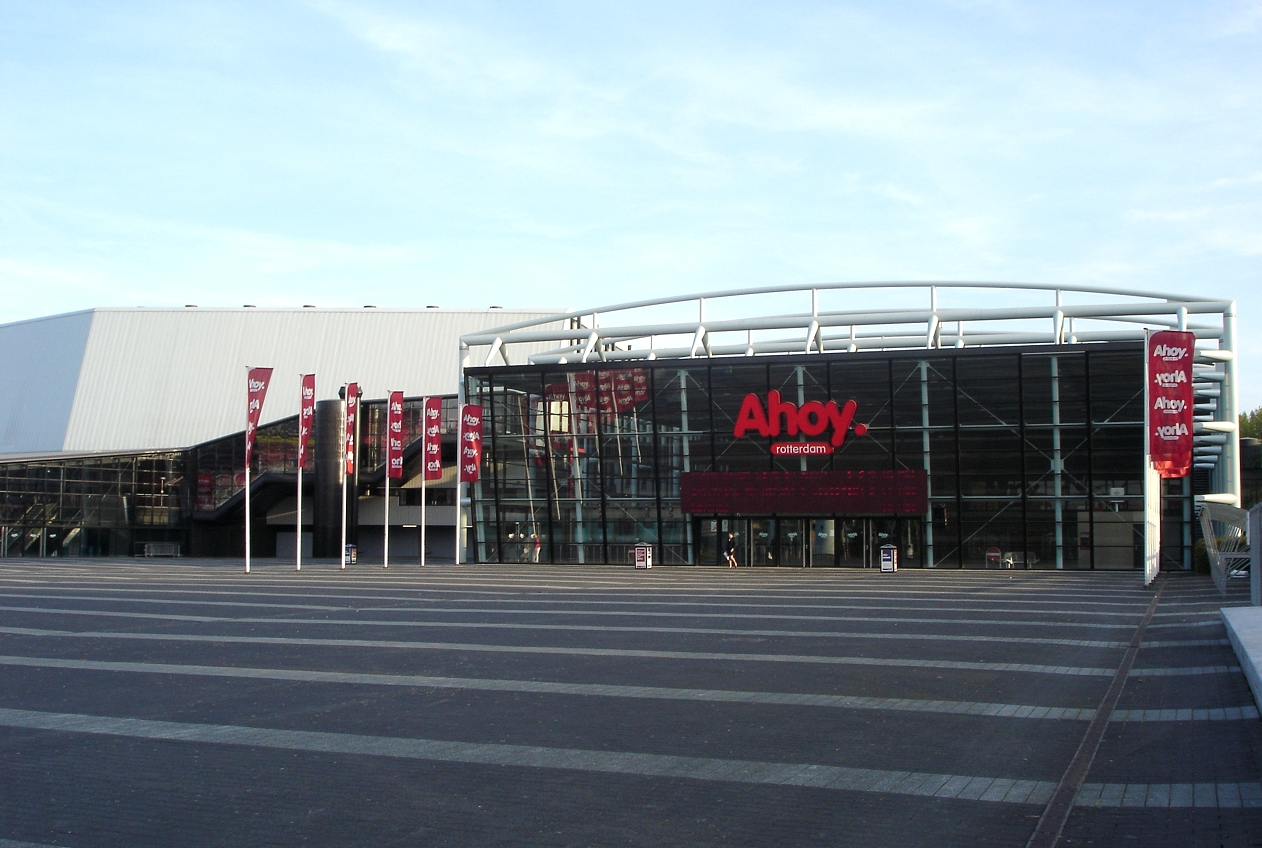
Ahoy Rotterdam w 2007 roku

Prace budowlane na terenie obecnego kompleksu rozpoczęto w 1968 roku. Kompleks składał się z obiektu Sportpaleis (obecnie Ahoy Arena), który oryginalnie miał być welodromem, i trzech hal wystawienniczyck, zostały ukończone w 1970 roku. Oficjalne otwarcie odbyło się podczas Six Days of Rotterdam, sześciodniowego wyścigu kolarstwa torowego. Otwarcie zostało przeprowadzone przez księcia Clausa 15 stycznia 1971 roku, jednak pierwsze targi odbyły się już przed oficjalnym otwarciem. 
Dwie kolejne hale zostały dodane do kompleksu w 1980 roku. Rzadko używany tor rowerowy został zdemontowany w 1988 roku w celu zwiększenia pojemności głównej areny. W 1998 roku kompleks został ponownie powiększony o szóstą salę imprezową i główną salę recepcyjną (znaną jako Ahoy Plaza) zaprojektowaną przez firmę architektoniczną Benthem Crouwel.  W obiekcie powstały biura, obiekty gastronomiczne oraz mniejsze sale konferencyjne. Przeprojektowano również główne wejście do Sportpaleis i wyburzono betonową kładkę z Zuidplein (która była połączona z centrum handlowym i stacją metra). W 2005 roku w Ahoy odbudowano przenośny tor rowerowy na wznowiony wyścig Six Days of Rotterdam.
Budynek Sportpaleis (Ahoy Arena) został gruntownie zmodernizowany od października 2009 do końca 2010 i ponownie otwarty 21 stycznia 2011. Całkowita pojemność została zwiększona o 5 000 miejsc (do ponad 15 000). Zainstalowana została nowa trybuna i dodatkowe miejsca siedzące.
W lipcu 2018 rozpoczęto budowę dwóch nowych obiektów: Rotterdam Ahoy Convention Centre (RACC) i RTM Stage. Budynki, zaprojektowane przez Kraaijvanger Architects, zostały otwarte jesienią 2020 i są bezpośrednio połączone z Ahoy Plaza.  
Wejście artystów na główną arenę zostało przemianowane na „Door Duncan” w 2020 roku, na cześć Duncana Laurence'a (urodzonego w pobliskim Spijkenisse), który zwyciężył dla Holandii Konkurs Piosenki Eurowizji 2019.

## Części kompleksu

### Ahoy Arena
Ahoy Arena to hala widowiskowo-sportowa o pojemności 16 426 osób – 3328 miejsc siedzących i 500 stojących na trybunach niższych, 5078 miejsc siedzących na trubunach wyższych oraz 7500 miejsc stojących. Ahoy Arena została otwarta 15 stycznia 1971 i do 2016 nosiła nazwę Sportpaleis. 
Alternatywnie hala może przemienić się w ustawienie Club Ahoy o pojemności od 2000 do 6000 widzów. Club Ahoy jest przeznaczona w użytku na kongresy lub imprezy firmowe, lecz może być również miejscem mniejszych koncertów i imprez tanecznych.

### RTM Stage
RTM Stage to otwarta w 2020 roku hala koncertowa w kompleksie Ahoy z pojemnością 7819. Poza salą koncertową RTM Stage to także teatr z elastycznymi trybunami, które mogą przekształcić salę w kameralną salę na 2816–4000 miejsc, przez co RTM Stage jest największą sceną teatralną w Holandii. Sala składa się z 3 trybun-balkonów, 4 biur produkcyjnych, 14 garderob, 2 restauracji – dla załogi i artystów, kilku szatni oraz kasy biletowej. Hala jest bezpośrednio połączona z halami wystawienniczymi, centrum kongresowym i Ahoy Areną.

## Parametry techniczne

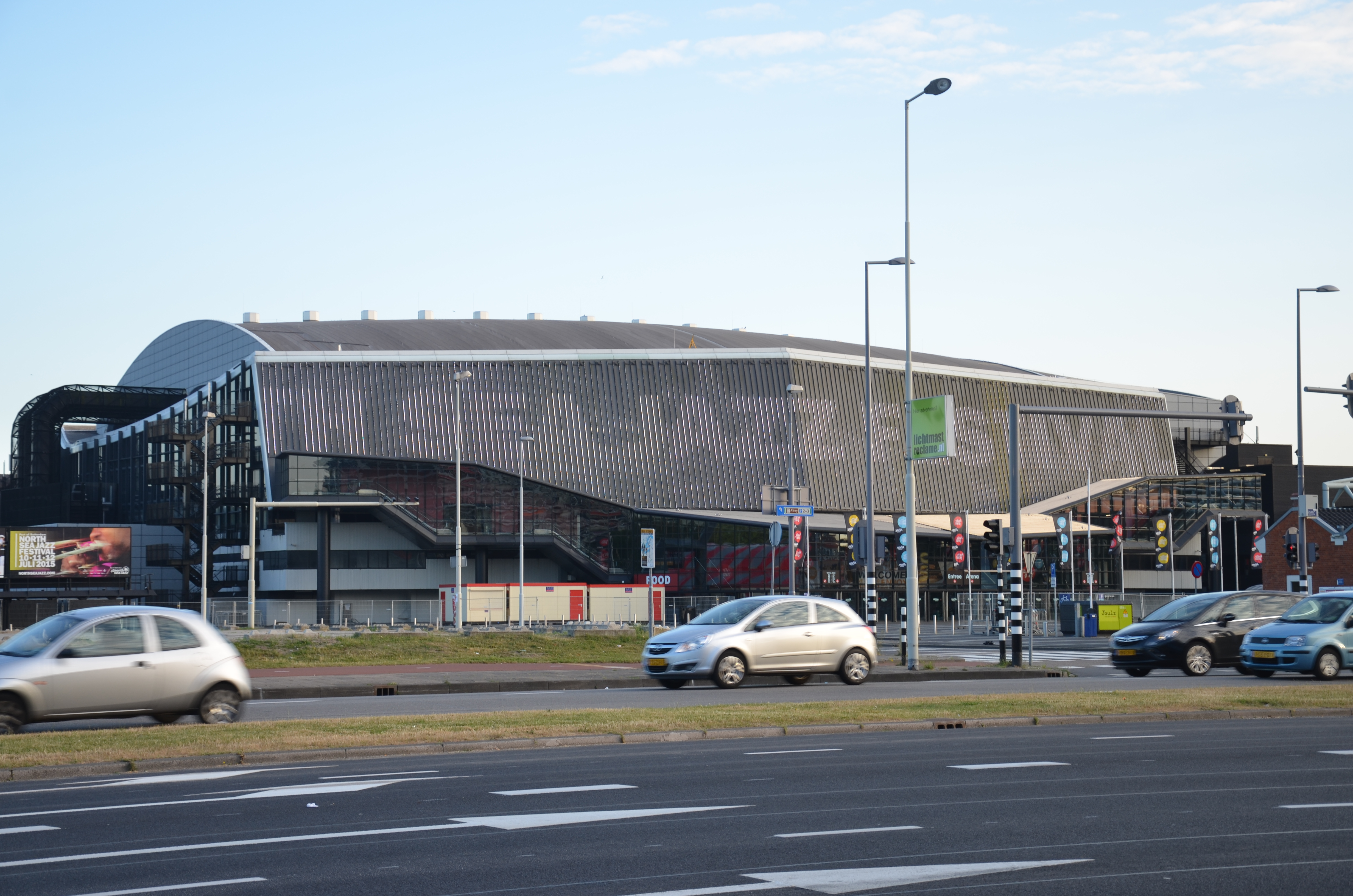
Ahoy Arena (2015)

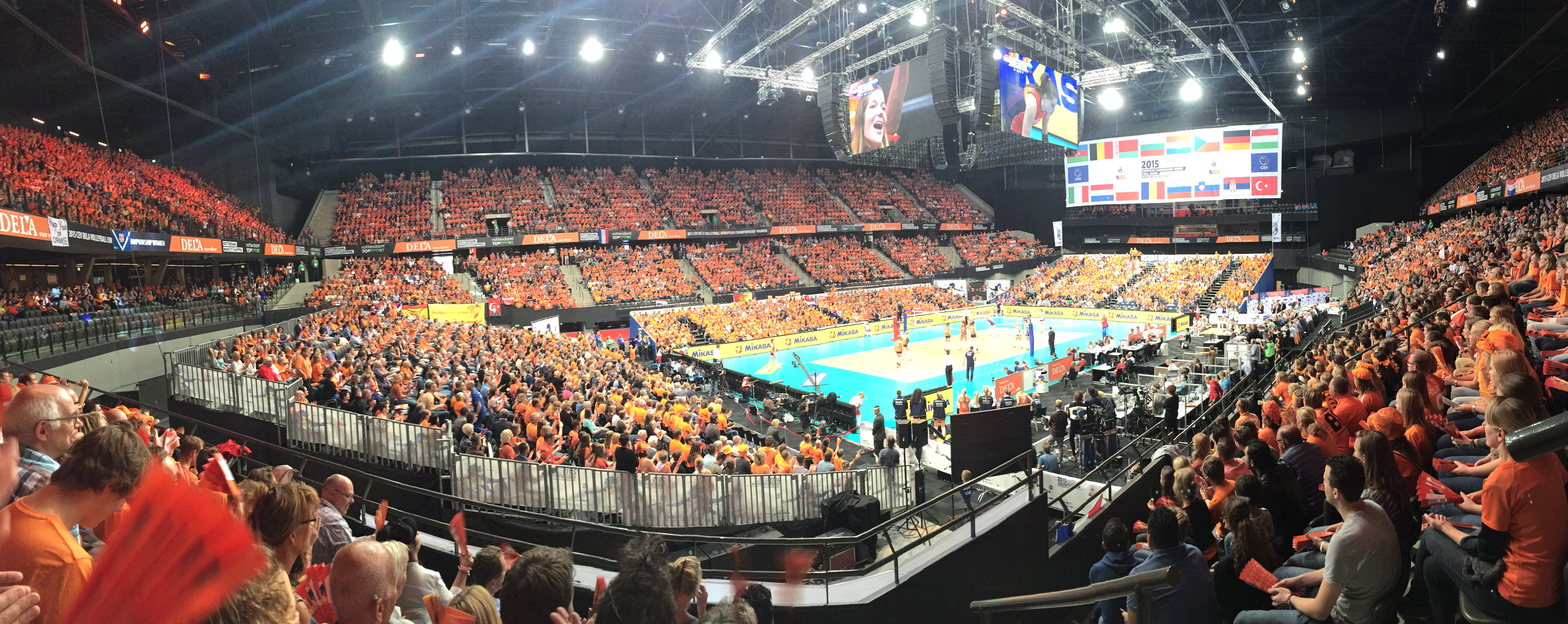
Ahoy Arena (2015)

- Powierzchnia całkowita Rotterdam Ahoy to 90,000 m² (27 060m² – hale 1–6, 10 000m² – teatr[15]).
- Powierzchnia użytkowa wynosi 54,000 m², w czym powierzchnia hali wystawienniczej wynosi 32,230 m².
- Wysokość Ahoy Areny do dachu to 22,5m, a całkowita – 30m[16].
- Parking pod Ahoy Rotterdam wynosi 2000 miejsc[17].

## Wydarzenia
W Ahoy występowały takie gwiazdy jak: Neil Young, Deep Purple, Green Day, AC/DC, The Corrs, Gwen Stefani, Neil Diamond, Muse, Whitney Houston, Anastacia, Beyoncé Knowles, Gloria Estefan, Iron Maiden, Led Zeppelin, Tori Amos, Rush, U2, Simple Minds, Diana Ross, Westlife, Dream Theater, Cher, Roger Waters, Tina Turner, Mariah Carey, Juan Luís Guerra, Céline Dion, Janet Jackson, Shania Twain, Kylie Minogue, Destiny’s Child, Bryan Adams, Jean-Michel Jarre, Bruce Springsteen, The Cure, Counting Crows, Queen + Paul Rodgers, Fleetwood Mac, Britney Spears, Pink, Christina Aguilera, Nightwish, Within Temptation, Shakira, The Sword, Machine Head, Alice in Chains, Metallica i Tokio Hotel.

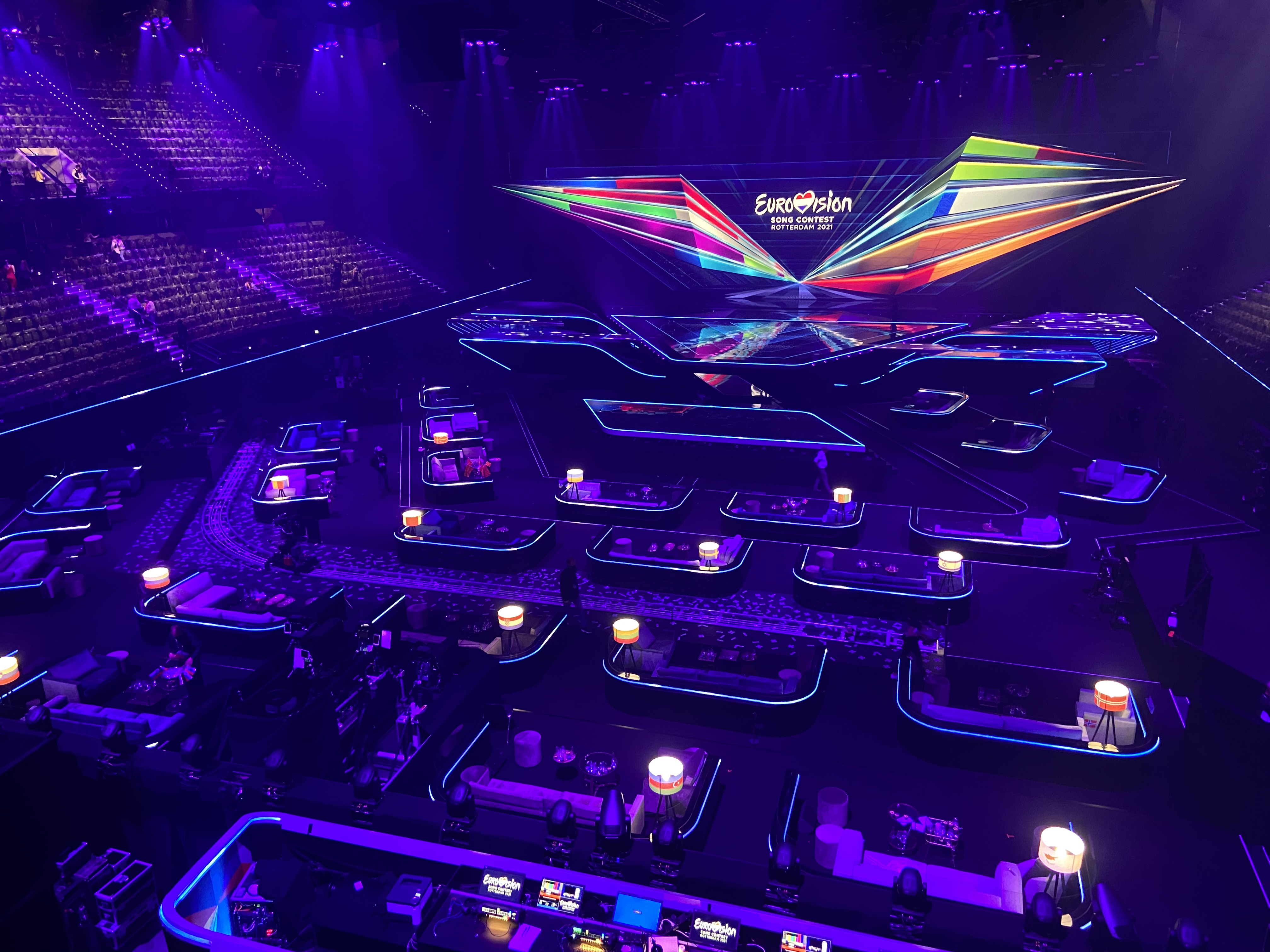
Scena 65. Konkursu Piosenki Eurowizji w Rotterdam Ahoy (2021)

W 2007 roku odbył się tu 5. Konkurs Piosenki Eurowizji Junior, a w 2021 roku odbył się tu 65. Konkurs Piosenki Eurowizji. Ahoy została drugą w historii (po kijowskim Pałacu Sportu) halą, która gościła oba konkursy. Początkowo, miał się tu również odbyć Konkurs Piosenki Eurowizji 2020, lecz został odwołany z powodu pandemii COVID-19.